# Anoba carcassoni
Anoba carcassoni är en fjärilsart som beskrevs av Emilio Berio 1971. Anoba carcassoni ingår i släktet Anoba och familjen nattflyn. Inga underarter finns listade i Catalogue of Life.